# Mar-a-Lago
Mar-a-Lago (výslovnost: [ˌmɑːrəˈlɑːɡoʊ]IPA) je hotelový a odpočinkový rezort na jihovýchodním pobřeží Floridy v Palm Beach. Vystavěn byl mezi lety 1924–1927 Marjorie Merriweather Postovou, socialisticky smýšlející dědičkou výrobce cereálií. Dům se 126 pokoji o výměře 5 804 m² zahrnuje soukromý Mar-a-Lago Club, s pokoji pro hosty, lázně a další zařízení a služby patřící k hotelu. Nachází se na bariérovém ostrově Palm Beach. Architektem exteriéru byl Marion Sims Wyeth, vnitřek navrhl Joseph Urban.

## Historie

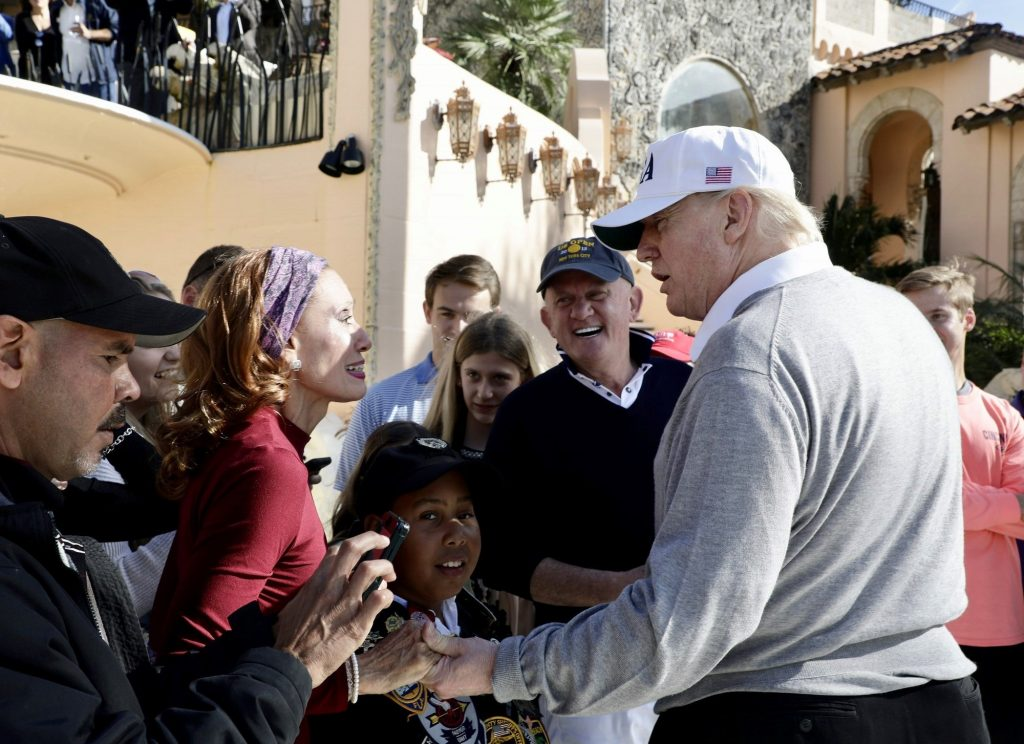
Donald Trump se v únoru 2018 setkal v Mar-a-Lago se svými příznivci

Marjorie Postová zemřela v roce 1973 a nemovitost odkázala státní organizaci National Park Service, se záměrem využití pro návštěvy představitelů státu či jako „zimní Bílý dům“. 23. prosince 1980 bylo Mar-a-Lago přidáno do seznamu NRPH a NHL (národní historické památky). Náklady na udržování nemovitosti však překročily výši k tomu vyhrazeného fondu a proto byla v roce 1981 z rozhodnutí Kongresu nemovitost vrácena nadaci Marjorie Postové.

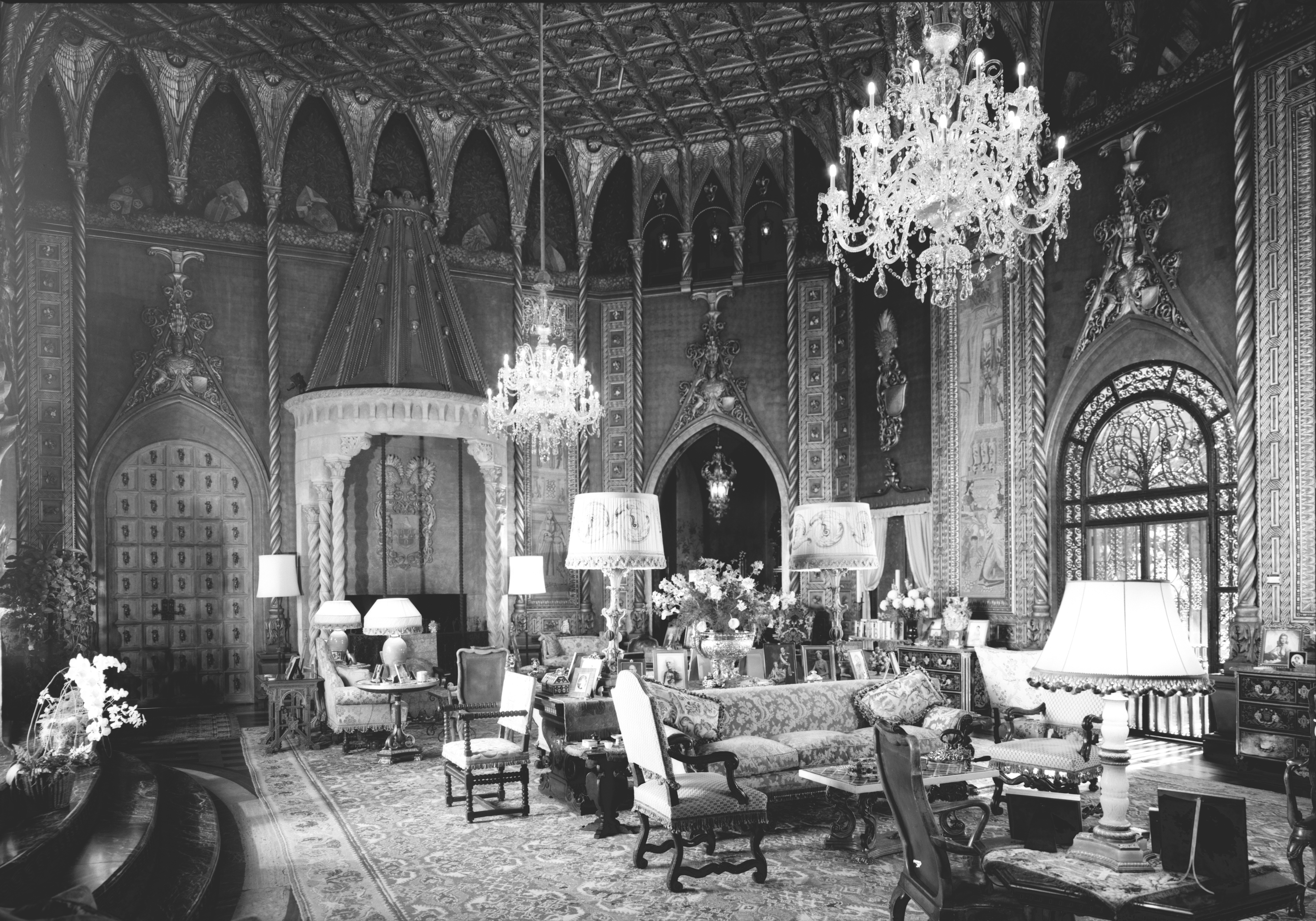
Interiér rezidence Marjorie Postové na snímku u roku 1967

V roce 1985 Mar-a-Lago koupil podnikatel Donald Trump jako soukromé sídlo a správou nemovitosti pověřil svou manželku Ivanu Trumpovou. Trumpova rodina využívá privátní pozemky v uzavřených, nepřístupných oblastech, stejně jako další parcely a přidružené budovy. V době výkonu prezidentského úřadu Trump rezort často navštěvoval a hovořil o něm jako o svém zimním nebo jižním Bílém domě. Do rezortu zavítali také zahraniční politici v rámci oficiálních státních návštěv, např. japonský premiér Šinzó Abe či čínský prezident Si Ťin-pching.
Mar-a-Lago je druhé největší panské sídlo na Floridě a dvacáté největší ve Spojených státech.  8. srpna 2022 tam přišla na prohlídku FBI, aby zjistila, co všechno si tam Trump odnesl z Bílého domu.[zdroj?]